# کیم جی-هون (بازیگر، زاده ۱۹۸۱)
کیم جی-هون (کره‌ای: 김지훈؛ زادهٔ ۹ مه ۱۹۸۱) بازیگر اهل کره جنوبی است.

#### از خوانندگی تا بازیگری:
کیم در زمان آغاز به کارش تحت نظر کمپانی مشهور SM فعالیت می‌کرد و حتی قرار بود در ابتدا به‌عنوان یک کارآموز خوانندگی وارد آن شود اما گروهی که او قرار بود عضو آن باشد پیش از آغاز منحل شد و کیم تا سال ها به‌عنوان بازیگر در SM ماند، سرانجام در سال ۲۰۰۷ پس از مشکلات حقوقی این کمپانی را ترک نمود.

#### آغاز بازیگری:
جی هون کار خود را از سال ۲۰۰۲ با سریال «دوست داشتنی» (Loving) آغاز کرد و پس از آن بیشتر به‌عنوان نقش فرعی درام‌های آخر هفته مانند «سیب طلایی» (Golden Apple 2005)، «میراث درخشان» (Great Inheritance 2006)، «ملکه آهنین» (The Iron Empress 2009)، «ستاره آرزو» (Wish Upon a Star 2010) و… ایفای نقش کرد به طوری‌که لقب ولیعهد درام‌ها آخر هفته را به خود اختصاص داد.

#### شهرت داخلی:
کیم از سال ۲۰۱۳ با نقش مکمل سریال محبوب «گل پسر همسایه» (My Cute Guys) در کنار پارک شین هه به شهرت خوبی دست یافت.
او با سریال‌های «الهه ازدواج» (Goddess of Marriage 2013)، «جانگ بوری اینجاست» (Jang Bo-ri is Here 2014)، «غریبه شیرین و من» (Sweet Stranger and Me 2016)، «پسر خانواده ثروتمند» (Rich Family’s Son 2018) و «گل شیطان» (Flower of Evil 2020) اوج شهرت را تجربه کرد اما هنوز چندان در زمینه بین‌المللی مطرح نبود.

#### شهرت بین‌المللی:
از سال ۲۰۲۲ بود که با ایفای نقش دنور، در نسخه کره‌ای سریال «سرقت پول» (Money Heist: Korea – Joint Economic Area) در میان مخاطبان بین‌المللی نیز مطرح شد و حتی در اینستاگرام بیش از یک میلیون فالوور دریافت کرد.او در سال ۲۰۲۳ یعنی از نقش‌های اصلی سریال «عاشق اینم که ازت متنفر باشم» (Love to Hate You) و همچنین فیلم سینمایی «بالرین» (Ballerina) را برعهده گرفت.

#### خدمت سربازی:
او در ۴ نوامبر ۲۰۱۰، یعنی زمانی که ۲۹ ساله بود به سربازی اعزام شد و پس از گذراندن دوره آموزشی و خدمت خود در ۱۲ ژوئیه ۲۰۱۲ ترخیص شد و فعالیت هایش را از سر گرفت.

## فیلم‌شناسی

### فیلم
| سال  | عنوان   | نقش       | منابع |
| ---- | ------- | --------- | ----- |
| ۲۰۱۰ | ناتالی  | مین وو    |       |
| ۲۰۱۷ | عصر خون | لی این-جا | [ ۴ ] |
| ن/م  | بالرینا | چوی پرو   | [ ۵ ] |

### مجموعه تلویزیونی
| سال  | عنوان                                       | نقش                      | شبکه          | منابع         |
| ---- | ------------------------------------------- | ------------------------ | ------------- | ------------- |
| ۲۰۰۲ | عاشقتم                                      | چوی سونگ-ووک             | کی‌بی‌اس۲       |               |
| ۲۰۰۳ | مشکلی در خانهٔ برادر کوچکترم                 | پارک یونگ گو             | اس‌بی‌اس        |               |
| ۲۰۰۴ | بهترین تئاتر ام‌بی‌سی «خانهٔ عشق کانگ جانگ سو» | کانگ جانگ سو             | ام‌بی‌سی        |               |
| ۲۰۰۴ | سرزمین                                      | جوانی کیم گیل سانگ       | اس‌بی‌اس        |               |
| ۲۰۰۵ | نغمهٔ عشق                                    | کانگ هیوک                | ام‌بی‌سی        |               |
| ۲۰۰۵ | سیب طلایی                                   | کیم کیونگ-گو             | کی‌بی‌اس۲       |               |
| ۲۰۰۵ | یاپ (سیتکام موبایلی)                        | کیم جی هون               | ویسونگ دی‌ام‌بی |               |
| ۲۰۰۶ | میراث عظیم                                  | چوی شی وان               | کی‌بی‌اس۲       |               |
| ۲۰۰۶ | چقدر عاشقی                                  | سو دونگ سو               | ام‌بی‌سی        |               |
| ۲۰۰۷ | گل‌هایی برای زندگی من                        | گو اون تاک               | کی‌بی‌اس۲       |               |
| ۲۰۰۷ | عروس                                        | لی بوک سو                | کی‌بی‌اس۲       | [ ۶ ]         |
| ۲۰۰۸ | چرا اومدی خونهٔ من؟                          | جو گی-دونگ               | اس‌بی‌اس        |               |
| ۲۰۰۸ | ازدواج عشق                                  | پارک هیون سو             | کی‌بی‌اس۲       | [ ۷ ]         |
| ۲۰۰۹ | ملکه آهنی                                   | هیون‌جونگ                 | کی‌بی‌اس۲       | [ ۸ ]         |
| ۲۰۱۰ | ستاره‌ها از آسمان پایین می‌افتند              | وون کانگ-ها              | اس‌بی‌اس        | [ ۹ ]         |
| ۲۰۱۰ | حل‌نشده                                      | کیم هیونگ-دو             | تی‌وی‌ان        | [ ۱۰ ]        |
| ۲۰۱۱ | عزیمت                                       | نا یوهان                 | کی‌اف‌ان        |               |
| ۲۰۱۳ | گل‌پسر همسایه                                | اوه جین-راک              | تی‌وی‌ان        | [ ۱۱ ]        |
| ۲۰۱۳ | الههٔ ازدواج                                 | کانگ ته ووک              | اس‌بی‌اس        | [ ۱۲ ]        |
| ۲۰۱۴ | جانگ بوری اینجاست                           | لی جه-هوا                | ام‌بی‌سی        | [ ۱۳ ]        |
| ۲۰۱۵ | درام ویژه «زن بامزه»                        | اوه جونگ وو              | کی‌بی‌اس۲       | [ ۱۴ ]        |
| ۲۰۱۶ | غریبه شیرین و من                            | جو دونگ جین              | کی‌بی‌اس۲       | [ ۱۵ ]        |
| ۲۰۱۶ | اولین بوسه برای هفتمین بار                  | حضور افتخاری قسمت ۱      | ناور          |               |
| ۲۰۱۷ | لطفاً او را پیدا کن                          | کیم جونگ نام             | کی‌بی‌اس ورلد   | [ ۱۶ ]        |
| ۲۰۱۷ | دزد بد، دزد خوب                             | هان جون هی / جانگ مین جه | ام‌بی‌سی        | [ ۱۷ ]        |
| ۲۰۱۸ | پسر ثروتمند                                 | لی کوانگ جه              | ام‌بی‌سی        | [ ۱۸ ]        |
| ۲۰۱۹ | بابل                                        | ته مین هو                | تی‌وی چوسان    | [ ۱۹ ]        |
| ۲۰۲۰ | گل شیطان                                    | بک هی سونگ               | تی‌وی‌ان        |               |
| ۲۰۲۲ | خانه کاغذی: کره – منطقه اقتصادی مشترک       | دنور                     | نتفلیکس       | [ ۲۰ ] [ ۲۱ ] |
| ۲۰۲۲ | عاشق اینم که ازت متنفر باشم                 | دو وون-جون               | نتفلیکس       | [ ۲۲ ]        |
| ۲۰۲۳ | بازی مرگ                                    | پارک ته وو               | تیوینگ        |               |

### ورایتی شو
| سال       | عنوان                   | شبکه     | توضیحات                         |
| --------- | ----------------------- | -------- | ------------------------------- |
| ۲۰۰۱      | هات لاین                | ام‌نت     | میزبان                          |
| ۲۰۰۱      | 요리조리 팡팡           | ئی‌بی‌اس   | میزبان                          |
| ۲۰۰۸      | سانگ سانگ پلاس - فصل ۲  | کی‌بی‌اس۲  | میزبان                          |
| ۲۰۱۴      | اس‌ان‌ال کره              | تی‌وی‌ان   | میزبان، قسمت ۹۸                 |
| ۲۰۱۴      | رانینگ من               | اس‌بی‌اس   | فصل ۱، قسمت ۲۱۸                 |
| ۲۰۱۵      | بیا با دوستان بخوریم    | تی‌وی‌ان   |                                 |
| ۲۰۱۵      | بعضی پسران، بعضی دختران | اس‌بی‌اس   |                                 |
| ۲۰۱۷      | صحنهٔ جرم (فصل ۳)        | جی‌تی‌بی‌سی | عضو گروه بازیگران               |
| ۲۰۲۰–۲۰۲۱ | تنها زندگی می‌کنم        | ام‌بی‌سی   | قسمت‌های ۳۷۰، ۳۷۵، ۳۷۶، ۳۸۷، ۴۰۷ |

### موزیک ویدئو
| سال  | نام آهنگ                   | آرتیست                        |
| ---- | -------------------------- | ----------------------------- |
| ۲۰۰۲ | «پیشنهاد»                  | کانگ تا"                      |
| ۲۰۰۲ | «دور نشو (ورژن ۲)»         | چو گا-یول                     |
| ۲۰۰۲ | «چشم به راه..»             | بوآ                           |
| ۲۰۰۲ | «عروسی»                    | شینهوا                        |
| ۲۰۰۳ | «عادت»                     | فلای تو د اسکای               |
| ۲۰۰۳ | «شاید»                     | دانا                          |
| ۲۰۰۳ | «چون می‌خوام نگهش دارم»     | اونهیول                       |
| ۲۰۰۶ | «۳۰۰ وون سکه»              | توتی                          |
| ۲۰۰۶ | «حافظه»                    | یوری سانگجا                   |
| ۲۰۰۷ | «زن زیبا»                  | لی کی-چان                     |
| ۲۰۰۷ | «فراموش کردی؟»             | هانا                          |
| ۲۰۰۷ | «نمی‌تونم فراموش کنم»       | پی‌کی هی‌مان با همکاری لی جی-هه |
| ۲۰۰۸ | «تو گفتی که دوستم داری»    | سونگ‌جه                        |
| ۲۰۰۹ | «ماشین در حال بوق زدن است» | ام‌سی د مکس                    |

## تئاتر
| سال  | عنوان        | نقش            |
| ---- | ------------ | -------------- |
| ۲۰۱۰ | دانشگاه خنده | نمایشنامه نویس |

## جوایز و نامزدی‌ها
| سال  | مراسم                                 | دسته                                            | اثر نامزد شده     | نتیجه    |
| ---- | ------------------------------------- | ----------------------------------------------- | ----------------- | -------- |
| ۲۰۰۶ | جوایز درامای ام‌بی‌سی                   | بهترین بازیگر تازه‌کار مرد                       | How Much Love     | نامزدشده |
| ۲۰۰۷ | جوایز درامای کی‌بی‌اس                   | بهترین بازیگر تازه‌کار مرد                       | عروس              | برنده    |
| ۲۰۰۷ | جوایز درامای کی‌بی‌اس                   | جایزه بهترین زوج به همراه لی سو کیونگ           | عروس              | برنده    |
| ۲۰۱۳ | جوایز درامای اس‌بی‌اس                   | جایزه بازیگر برتر مرد در یک درام آخرهفته/روزانه | الهه ی عشق        | برنده    |
| ۲۰۱۴ | سومین جوایز ستارگان ای‌پی‌ای‌ان          | جایزه بازیگر برتر مرد در یک سریال درام          | جانگ بوری اینجاست | برنده    |
| ۲۰۱۴ | بیست و دومین جوایز فرهنگ و سرگرمی کره | جایزه برترین بازیگر مرد در یک درام              | جانگ بوری اینجاست | برنده    |
| ۲۰۱۴ | جوایز درامای ام‌بی‌سی                   | جایزه برترین بازیگر مرد در یک سریال درام        | جانگ بوری اینجاست | برنده    |
| ۲۰۱۸ | ششمین جوایز ستارگان ای‌پی‌ای‌ان          | جایزه بازیگر برتر مرد در یک سریال درام          | پسر ثروتمند       | نامزدشده |
| ۲۰۱۸ | جوایز درامای ام‌بی‌سی                   | جایزه برترین بازیگر مرد در یک اوپرای صابونی     | پسر ثروتمند       | نامزدشده |
| ۲۰۲۱ | پنجاه و هفتمین جوایز هنری بکسانگ      | بهترین بازیگر نقش مکمل مرد (تی‌وی)               | گل شیطان          | نامزدشده |